# Strategia națională în domeniul egalității de șanse între femei și bărbați pentru perioada 2014-2017
Strategia națională în domeniul egalității de șanse între femei și bărbați pentru perioada 2014 – 2017 este o strategie adoptată de Guvernul României prin Hotărârea Nr. 1050 din 18 noiembrie 2014. 
Aceasta oferă cadrul pentru planificarea acțiunilor în domeniul egalității de șanse pentru bărbați și femei. Domeniile de intervenție în acest document sunt educația, piața muncii, participarea echilibrată a femeilor și bărbaților la procesul de luare a deciziilor, violența de gen.

## Aprobarea
În temeiul art. 108 din Constituția României, republicată, al art. 23 alin. (1) din Legea nr. 202/2002 privind egalitatea de șanse și de tratament între femei și bărbați, republicată, Guvernul României aproba prin Hotărârea Nr. 1050/18 noiembrie 2014 Strategia națională în domeniul egalității de șanse între femei și bărbați pentru perioada 2014 – 2017 și Planul general de acțiuni pe perioada 2014 - 2017 pentru implementarea Strategiei naționale în domeniul egalității de șanse între femei și bărbați 

## Scop și generalități
Strategiei naționale în domeniul egalității de șanse între femei și bărbați are ca scop promovarea, respectarea și realizarea egalității de șanse intre femei și bărbați.Egalitatea de șanse între bărbați și femei este un principiu fundamental al drepturilor omului, transpus atât la nivel legislativ, cât și la nivelul politicilor publice. Acest principiu este consacrat în Legea nr. 202/2002, republicată, care reglementează măsurile pentru promovarea egalității de șanse și de tratament între femei și bărbați în toate sferele vieții publice din România și definește termeni ca: egalitate de șanse între femei și bărbați, discriminare pe criteriu de sex, discriminarea directă, indirectă, hărțuirea și hărțuirea sexuală, plată egală pentru muncă de valoare egală, acțiuni pozitive, discriminarea multiplă. 

## Obiective
Obiectivele strategiei sunt grupate pe următoarele arii de intervenție: educația, piața muncii, participarea echilibrata la decizie, abordarea integratoare de gen, violența de gen. 
- Combaterea stereotipurilor de gen din sistemul de învățământ

- Promovarea perspectivei de gen în politicile de ocupare, mobilitate și migrație a forței de muncă

- Creșterea gradului de conștientizare cu privire la prevederile legale din domeniul egalității de șanse între femei și bărbați

- Creșterea gradului de conștientizare cu privire la diferența salarială între femei și bărbați

- Creșterea gradului de conștientizare privind concilierea vieții profesionale cu viața familială și cea privată

- Încurajarea integrării pe piața muncii a femeilor vulnerabile la fenomenul discriminării

- Monitorizarea participării echilibrate a femeilor și bărbaților la procesul de decizie

- Introducerea perspectivei de gen în politicile naționale

- Combaterea fenomenului de hartuire și hărțuire sexuală la locul de muncă

- Combaterea fenomenului de violența de gen

## Finanțare
Toate acțiunile prevăzute în Strategia naționala în domeniul egalității de șanse între femei și bărbați și Planul general de acțiuni pe perioada 2014 - 2017 pentru implementarea Strategiei se finanțează conform prevederilor legale în vigoare din următoarele surse:
- bugetul de stat;
- bugetele locale, pentru acele măsuri în care sunt implicate și instituții ale autorităților administrației publice locale;
- fonduri externe nerambursabile;
- donații, sponsorizări și alte surse, în condițiile legii.

## Proceduri de monitorizare și evaluare
În conformitate cu prevederile Hotărârii Guvernului nr. 10 din 9 ianuarie 2013 privind organizarea și funcționarea Ministerului Muncii, Familiei, Protecției Sociale și Persoanelor Vârstnice (MMFPSPV), implementarea Strategiei se va realiza sub autoritatea și în coordonarea Ministerului Muncii, Familiei, Protecției Sociale și Persoanelor Vârstnice prin Direcția Ocupare și Egalitate de Șanse.